# Штивиця
Штивиця (хорв. Štivica) — населений пункт у Хорватії, в Бродсько-Посавській жупанії у складі громади Старо Петрово Село.

## Населення
Населення за даними перепису 2011 року становило 586 осіб.
Динаміка чисельності населення поселення:

## Клімат
Середня річна температура становить 11,31 °C, середня максимальна – 25,94 °C, а середня мінімальна – -5,94 °C. Середня річна кількість опадів – 869 мм.
| Клімат поселення                              | Клімат поселення | Клімат поселення | Клімат поселення | Клімат поселення | Клімат поселення | Клімат поселення | Клімат поселення | Клімат поселення | Клімат поселення | Клімат поселення | Клімат поселення | Клімат поселення | Клімат поселення |
| Показник                                      | Січ.             | Лют.             | Бер.             | Квіт.            | Трав.            | Черв.            | Лип.             | Серп.            | Вер.             | Жовт.            | Лист.            | Груд.            |                  |
| Середній максимум, °C                         | 6,25             | 8,61             | 13,06            | 17,50            | 22,49            | 25,94            | 25,91            | 24,90            | 20,96            | 15,77            | 10,06            | 5,89             |                  |
| Середня температура, °C                       | 0,16             | 2,50             | 6,96             | 11,40            | 16,38            | 19,83            | 21,76            | 20,75            | 16,80            | 11,60            | 5,90             | 1,70             |                  |
| Середній мінімум, °C                          | −5,94            | −3,6             | 0,84             | 5,29             | 10,26            | 13,73            | 17,60            | 16,58            | 12,63            | 7,46             | 1,75             | −2,43            |                  |
| Норма опадів, мм                              | 55               | 52               | 57               | 70               | 81               | 99               | 80               | 77               | 67               | 78               | 84               | 69               |                  |
| Середньомісячна швидкість вітру, м/с          | 1.60             | 1.87             | 2.20             | 2.11             | 1.90             | 1.80             | 1.74             | 1.60             | 1.54             | 1.57             | 1.60             | 1.67             |                  |
| Середньомісячна сонячна радіація, кДж/м²·день | 4324             | 7109             | 11005            | 15433            | 19375            | 21659            | 22508            | 20370            | 15004            | 9224             | 4916             | 3599             |                  |
| --------------------------------------------- | ---------------- | ---------------- | ---------------- | ---------------- | ---------------- | ---------------- | ---------------- | ---------------- | ---------------- | ---------------- | ---------------- | ---------------- | ---------------- |
| Джерело:                                      |                  |                  |                  |                  |                  |                  |                  |                  |                  |                  |                  |                  |                  |